# 罗祖瓦-贝勒瓦勒
罗祖瓦-贝勒瓦勒（法語：Rozoy-Bellevalle，法語發音：[ʁozwa bɛlval]）是法国皮卡第大区埃纳省的一个市镇，属于蒂耶里堡区。

## 地理
罗祖瓦-贝勒瓦勒（48°55'22"N, 3°27'19"E）面积6.79 平方千米，位于法国上法蘭西大區埃纳省，该省份为法国北部内陆省份，北起北部省，西接索姆省和瓦兹省，东临阿登省和马恩省，西南至塞纳-马恩省，东北部与比利时接壤。
与罗祖瓦-贝勒瓦勒接壤的市镇（或旧市镇、城区）包括：莱皮讷欧布瓦、蒙福孔、维耶勒迈松、维福尔、布里地区迪斯和莫兰。

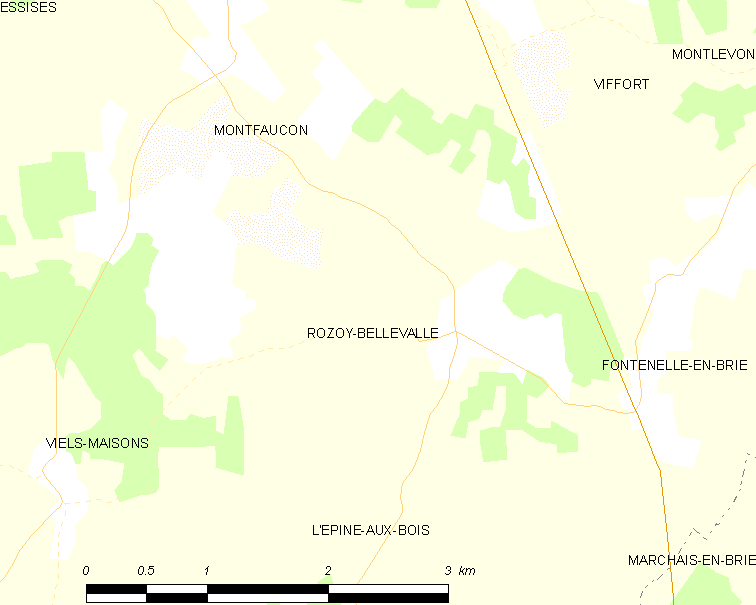
罗祖瓦-贝勒瓦勒的OSM定位图

罗祖瓦-贝勒瓦勒的时区为UTC+01:00、UTC+02:00（夏令时）。

## 行政
罗祖瓦-贝勒瓦勒的邮政编码为02540，INSEE市镇编码为02664。

## 政治
罗祖瓦-贝勒瓦勒所属的省级选区为马恩河畔埃索姆县。

## 人口

1962-2008年间罗祖瓦-贝勒瓦勒人口变化图示

罗祖瓦-贝勒瓦勒于2022年1月1日时的人口数量为120人。